# منحة الطالب

منحة الطالب هي نوع من المنح الدراسية الأكاديمية.

## الولايات المتحدة
تعد الدراسة في الولايات المتحدة أمر مشابه للمنح الدراسية ولكنها تتضمن عمل صيفي في مشروع بحثي.
ويكون المبلغ المدفوع للمستلم معفاة من الضرائب عادةً، ولكن المستلم مطالب بتلبية متطلبات العمل.
تتفاوت أنواع المنح الدراسية بيت الجامعات والدول. وتعرف المنح الدراسية أحيانا كمساعدات تعليمية وبحثية. وغالباً ما يتم منح هذه المنح الدراسية للطلاب الباحثين، ويفضل أن يكون على مستوى الدكتوراة

## المملكة المتحدة
تعتبر «المنحة» اسمًا شائعًا لمنحة الدكتوراه في المملكة المتحدة. في كنيسة المسيح، وأكسفورد، ومع ذلك مصطلح منحة الطالب له نفس المعنى وكما هو الحال في مصطلح الزمالة في كليات أخرى ، على سبيل المثال مكتب الطالب أو مدة الدراسة، أو الطلاب مجتمعين.